# Johann Nathin
Johannes August Ernst Nathin auch Johannes August Ernst Nathyn (* um 1450; † 1529 in Erfurt) war ein deutscher Augustinermönch, Theologe, Regens des Ordensstudiums und Lehrer Luthers während dessen Generalstudiums in Erfurt und möglicher Reisebegleiter auf Martin Luthers Romreise, wenn die Reise nach der älteren Hypothese 1510/1511 von Erfurt aus erfolgte.

## Leben und Wirken
Vor der Gründung der Universität Erfurt war ein Generalstudium vermutlich nur im Kloster der Augustiner-Eremiten möglich. Aber auch nach der Inkorporation des Generalstudiums in die Universität Erfurt blieb das Augustinerkloster Lehrstätte. Johannes Nathin trat um 1489 die Nachfolge von Johannes von Paltz (1455–1511) an der Universität an.
Nathin war ein Schüler des Scholastikers Gabriel Biel, der die scholastische Theologie im Sinne des Wilhelm von Ockham interpretierte, er studierte in Tübingen unter Biel von 1484 bis 1486, vielleicht auch bis 1488.
Nathin wird auch als Schüler des Wendelin Steinbach angesehen. Steinbach hielt dort von 1486 bis 1516 Vorlesungen.
Nathin habe 1493 auch das Augustinerkloster in Tübingen gerettet, indem er Verhandlungen mit dem Herzog von Württemberg, Eberhard im Bart, führte.
Martin Luther hat wahrscheinlich im Sommersemester 1507 die Vorlesungen von Nathin in Erfurt gehört, er war aber später ein Gegner von Luther bzw. der Reformation. So bezichtige er Luther anlässlich seiner Doktorfeier 1512 des Meineids, da er nach seiner Auffassung nicht an zwei Universitäten (Erfurt und Wittenberg) hätte studieren dürfen.